# Dorcasomus urundiensis
Dorcasomus urundiensis là một loài bọ cánh cứng trong họ Cerambycidae.